# Halichoeres solorensis
Halichoeres solorensis é uma espécie de bodião que habita águas salgadas, encontrada na parte oeste do Oceano Pacifico.
Costumam habitar profundidades de de 10 a 40 metros.  Eles são encontrados em recifes e lagoas costeiras, frequentemente em substrato de areia e cascalho com grandes colônias de corais chifre-de-veado. 
Eles não são migratórios e sua dieta consiste em invertebrados bentônicos.